# Adam Barton
Adam John Barton es un personaje ficticio de la serie de televisión británica Emmerdale Farm, interpretada por el actor Adam Thomas del 17 de julio de 2009 hasta el 2 de enero del 2018.

## Biografía
El 2 de enero del 2018 Adam fue a la cárcel luego de falsamente declararse culpable del asesinato de Emma Barton, para proteger a su madre Moira, quien había asesinado a Emma.